# Йорданув-Слёнский (гмина)
Йорданув-Слёнский (пол. Jordanów Śląski) — сельская гмина (волость) в Польше, входит как административная единица в Вроцлавский повет, Нижнесилезское воеводство. Население 2996 человек (на 2004 год).

## Демография
| Перепись                       | Всего   | Всего | Женщины | Женщины | Мужчины | Мужчины |
| ------------------------------ | ------- | ----- | ------- | ------- | ------- | ------- |
| Единицы                        | человек | %     | человек | %       | человек | %       |
| Население                      | 2996    | 100   | 1498    | 50      | 1498    | 50      |
| Плотность населения (чел./км²) | 52,9    | 52,9  | 26,5    | 26,5    | 26,5    | 26,5    |

## Сельские округа
1. Бискупице
2. Данковице
3. Глиница
4. Янувек
5. Езежице-Вельке
6. Йорданув-Слёнски
7. Млечна
8. Пётрувек
9. Поповице
10. Пожажице
11. Томице
12. Вильчковице
13. Винна-Гура
14. Каролин

## Соседние гмины
1. Гмина Борув
2. Гмина Кобежице
3. Гмина Кондратовице
4. Гмина Лагевники
5. Гмина Собутка